# 부메르데스주

부메르데스주

부메르데스주(아랍어: ولاية بومرداس)는 알제리 북부에 있는 주이다. 주도는 부메르데스이며 면적은 1,591km2, 인구는 795,019명(2008년 기준)이다. 알제주와 티지우주주 사이에 위치한다.